# Cheilotrichia fuscohalterata
Cheilotrichia fuscohalterata là một loài ruồi trong họ Limoniidae. Chúng phân bố ở miền Cổ bắc.